# Cannington
Cannington – wieś w Anglii, w hrabstwie Somerset, w dystrykcie (unitary authority) Somerset. Leży 48 km na południowy zachód od miasta Bristol i 209 km na zachód od Londynu. W 2001 miejscowość liczyła 2466 mieszkańców.